# Danielle Piermatei
Danielle Piermatei Silva (Belo Horizonte, 23 de abril de 1980) é uma lutadora e professora de jiu-jitsu brasileira, faixa preta 5º grau. Foi três vezes campeã mundial pela IBJJF.

## Carreira
Começou a treinar aos cinco anos de idade com seu pai, o mestre em jiu-jitsu e presidente da Liga Brasileira de Jiu-Jitsu, Hilton Leão da Silva. Conquistou a faixa preta no ano 2001, aos 21 anos.
Ganhou por três vezes consecutivas o Campeonato Mundial de Jiu-Jitsu, nos anos de 2003, 2004 e em 2005. Fato inédito para uma mulher nesse esporte, até então.
Em 2007 conquistou o 2º grau em jiu-jitsu pela Federação Mineira de Jiu-Jitsu e mais tarde formou-se Bacharel em Educação Física pela Universidade Salgado de Oliveira.
Em 2008 foi campeã do primeiro Rio International Open de Jiu-Jitsu na categoria pluma. No mesmo ano foi aprovada pela CBJJ no curso de arbitragem e campeã brasileira pela CBJJE - Confederação Brasileira de Jiu-Jitsu Esportivo.
Ainda em 2008, graduou-se faixa preta 3º grau pela Federação Mineira de Jiu-Jitsu.
Em 2009 foi medalha de ouro na categoria absoluto no Campeonato Brasileiro de Jiu-Jitsu Esportivo.
Em julho de 2009, foi convidada para para fazer parte do projeto School-Jitsu, ensinando jiu-jitsu para mulheres em Abu Dhabi, ao lado da colega faixa preta Carol de Lazzer.

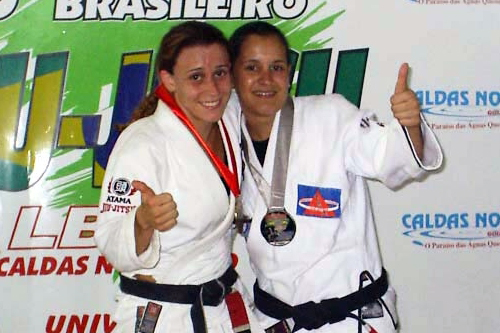
Danielle Piermatei e Aline Coelho no pódio do Campeonato Brasileiro Interclubes de Jiu-Jitsu 2004.

## Títulos
- Três Campeonatos Mundiais da IBJJF (2003, 2004 e 2005)
- Rio International Open de Jiu-Jitsu (2008)
- Copa do Brasil de Jiu-Jitsu pela CBJJO (2005)
- Campeonato Brasileiro de Jiu-Jitsu pela CBJJE (2008 e 2009)